# Weschnitz
Weschnitz er en flod i de tyske delstater Baden-Württemberg og Hessen. Den er en af Rhinens bifloder fra højre med en længde på 60 km. Den har sit udspring i Odenwald i kommunen Grasellenbach. Floden løber først et lille stykke nordover, før den drejer mod sydvest gennem byerne Fürth, Rimbach, Mörlenbach, Birkenau og Weinheim, hvor den drejer mod nordvest og deler sig i to grene. Ved Lorsch løber de to grene sammen igen. Nordvest for atomkraftværket Biblis munder Weschnitz ud i Rhinen.
49°38′23″N 8°49′43″Ø / 49.6396°N 8.8286°Ø